# Ulica Chorzowska w Katowicach
Ulica Chorzowska w Katowicach (do 1922 i w latach 1939–1945 Königshütter Straße, w latach 1924–1939 Szosa Królewsko-Hucka) – jedna z najważniejszych arterii komunikacyjnych w Górnośląsko-Zagłębiowskiej Metropolii, położona w Katowicach. Jest bezpośrednim połączeniem drogowym katowickiego Śródmieścia z miastem Chorzów, od którego wzięła swoją nazwę. Na całej długości jest częścią drogi krajowej nr 79. Szlak w tym miejscu istniał od XVIII wieku. Wzdłuż ulicy przebiegają tory tramwajowe, istniejące tu od 1897. W latach 2002–2007 ciąg alei Walentego Roździeńskiego, ronda gen. J. Ziętka i ul. Chorzowskiej uległ przebudowie w związku z poprowadzeniem tamtędy Drogowej Trasy Średnicowej. Przy ulicy znajdują się wieżowce, biurowce i centrum handlowe.

## Przebieg
Ulica rozpoczyna swój bieg przy rondzie generała Jerzego Ziętka (skrzyżowanie alei Wojciecha Korfantego i alei Walentego Roździeńskiego). Następnie krzyżuje się z ulicą Sokolską. Przy skrzyżowaniu z ulicą Jana Nepomucena Stęślickiego i ulicą Friedricha Wilhelma Grundmanna (tzw. "obwodnica śródmiejska", rejon parku Alojzego Budnioka) znajduje się wyjazd z tunelu pod rondem (są to dwa tunele o długości 672 i 657 metrów, mające umożliwić swobodny ruch tranzytowy na osi zachód-wschód, łączące ul. Chorzowską i al. Walentego Roździeńskiego). Za wyjazdem droga biegnie obok ul. ks. Piotra Ściegiennego, ul. Johna Baildona, ul. Dębowej. Przed skrzyżowaniem z ul. Złotą i ul. Bracką (plac Atrakcji) zlokalizowany jest zjazd na trasę Nikodema i Józefa Renców (estakada Orląt Lwowskich). W tym miejscu ul. Chorzowska przestaje być częścią Drogowej Trasy Średnicowej (DTŚ) – drogi szybkiego ruchu mającej połączyć zachodnią i wschodnią część GOP-u.
W dalszym biegu ulica Chorzowska jest granicą pomiędzy Chorzowem i Katowicami oraz jest równocześnie północną granicą katowickiego osiedla Tysiąclecia i południową granicą chorzowskiego Parku Śląskiego. Kończy swój bieg przy granicy miast, obok deptaku do Stadionu Śląskiego, zmieniając nazwę na ulica Katowicka.

## Historia

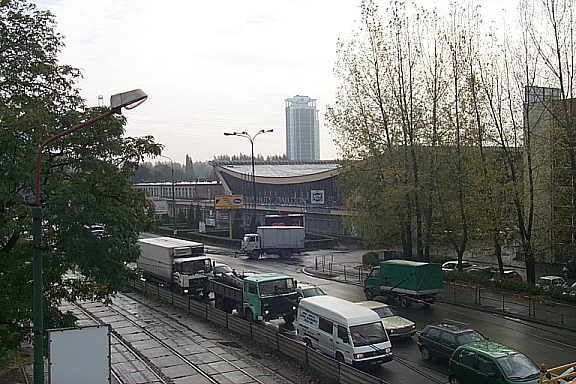
Nieistniejąca hala Baildon

Od końca XVIII do lat czterdziestych XIX wieku zespoły przemysłowe stanowiły enklawy w krajobrazie, który zachował jeszcze wiejski charakter. Z rozwojem przemysłu wiązały się regulacje niektórych dróg oraz wytyczanie nowych. Miały one znaczenie dla przyszłej kanwy urbanistycznej miasta. Zespoły przemysłowe zaczęły wkrótce znikać z mapy miasta. W rezultacie w jego pierwotnych granicach katastralnych nie zachowała się do dziś żadna huta czy kopalnia. Przyczyną była urbanizacja – funkcja przemysłowa ustępowała funkcjom, typowym dla obejmującego coraz większe obszary dawnej wsi, centrum miejskiego, w którym stopniowo skupiały się ośrodki zarządzania przemysłem. Uregulowane w fazie wczesnoprzemysłowej proste odcinki traktów i dróg wiejskich zachowały się i były włączane w sieć ulic miejskich, a dwie główne osie komunikacyjne – równoleżnikowa (obecnie ulica Chorzowska i dalej ulica Warszawska) i południkowa (obecnie aleja Wojciecha Korfantego, dalej ulica Pocztowa i ulica Tadeusza Kościuszki) – stały się głównymi osiami kanwy urbanistycznej Śródmieścia.
Szosa z Katowic do Królewskiej Huty (dzisiejszy Chorzów) była dobrze ukształtowana już w pierwszej połowie XIX wieku; została wytyczona za dawnym stawem hutniczym huty "Marta". 1 stycznia 1828 przy drodze oddano do użytku drewniany budynek pierwszej szkoły w Dębie (obecnie ul. Chorzowska 153), który w latach czterdziestych XIX wieku powiększono, a w 1856 oddano do użytku nowy murowany budynek, zlokalizowany w miejscu starego. W 1870 spółka Kattowitz–Königshütter Chausee-Aktien Verein prowadziła prace nad ulepszeniem szosy. W 1897 wzdłuż drogi uruchomiono linię tramwajową do Królewskiej Huty. Kursował nią tramwaj parowy, a od 1907 tramwaj elektryczny, kursujący do Bytomia.
W sierpniu 1920, podczas II powstania śląskiego, na szosie do Królewskiej Huty w rejonie Dębu, toczyły się walki powstańców z Niemcami. Ulica do 1922 i w latach 1939–1945 nosiła nazwę Königshütter Straße, w latach 1924–1939 Szosa Królewsko-Hucka. W dwudziestoleciu międzywojennym pod numerem 179 istniała Wytwórnia Palników do Lamp Karbidowych. W ramach taniego budownictwa socjalnego przy ul. Chorzowskiej 240, 242, 244, 246 w latach 1933–1934 wzniesiono cztery bloki dla bezdomnych. Pod numerem 153 w dwudziestoleciu międzywojennym funkcjonował urząd pocztowo-telegraficzny Katowice 5 oraz posterunek policji. W 1939 ulicą do Katowic wkraczały niemieckie wojska.
W czasach PRL ulica stanowiła część drogi międzynarodowej E22a, a jej patronem był Feliks Dzierżyński. Pod koniec lat sześćdziesiątych XX wieku po północnej stronie ulicy, w rejonie Koszutki, wzniesiono kompleks pawilonów handlowych i budynków mieszkalnych, zaprojektowanych przez Stanisława Kwaśniewicza. Osiedle uzyskało imię Juliana Marchlewskiego; jego budowa była związana z wykonywaniem założeń generalnego planu porządkowania urbanistyczno-architektonicznego miasta.
W latach 1963–2003 u zbiegu ul. Żelaznej i ul. Chorzowskiej istniała hala sportowa Huty Baildon, z charakterystycznymi pięćdziesięcioma linami, podtrzymującymi dach. Jedna z nich uległa zniszczeniu w 1996. W kwietniu 2003 prywatna firma dokonała rozbiórki obiektu.
W latach 1985–2000 leżała w ciągu ówczesnej drogi krajowej nr 914.
W latach 2002–2007 ciąg alei Walentego Roździeńskiego, ronda gen. J. Ziętka i ul. Chorzowskiej uległ przebudowie w związku z poprowadzeniem tamtędy Drogowej Trasy Średnicowej. Wzniesiono także estakadę Orląt Lwowskich nad ulicą Bracką, o łącznej długości 592 m i 31,12 m szerokości w kształcie litery "S", łączącą ulicę Chorzowską z trasą Nikodema i Józefa Renców. Dnia 3 sierpnia 2010 ulicą prowadziła trasa trzeciego etapu wyścigu kolarskiego Tour de Pologne 2010, a 2 sierpnia 2011 – trasa trzeciego etapu Tour de Pologne 2011.

## Infrastruktura
Ulica w zależności od odcinka ma od 6 do 12 pasów ruchu, od 3 do 6 w każdą stronę (liczone są również pasy awaryjne). Najwięcej pasów przebiega w rejonie ronda gen. Jerzego Ziętka, skrzyżowania z ulicą J. N. Stęślickiego i Friedricha W. Grundmanna, skrzyżowania z ulicą Sokolską oraz w rejonie zjazdu Drogowej Trasy Średnicowej do trasy N. i J. Renców (tzw. węzeł Bracka/Bocheńskiego).
Przy ulicy Chorzowskiej w rejonie budynków centralnej siedziby ING Banku Śląskiego znajduje się tzw. "Brama Zachodnia", będąca jedną z bram obszaru Centrum, która jednocześnie stanowi bramę miasta – symboliczne podkreślenie granic obszaru śródmiejskiego.
Z badań, przeprowadzonych w 2007 dla Urzędu Miasta Katowice wynika, że natężenie ruchu w godzinie popołudniowego szczytu na ulicy Chorzowskiej, na odcinku od ul. Piastów do ul. Brackiej, wynosi 3279 samochodów (89,5% to samochody osobowe, 6,4% – samochody dostawcze, 2,4% – samochody ciężarowe, 1% – autobusy), a w rejonie centrum handlowego Silesia City Center – 6245 samochodów (91,8% to samochody osobowe, 3,9% – samochody dostawcze, 1,5% – samochody ciężarowe, 1,3% – autobusy). Natężenie hałasu w rejonie ulicy Chorzowskiej wynosi od 70,6 dB do 74,3 dB; poziomy dźwięku w rejonie linii tramwajowej przy ul. Chorzowskiej wahają się w granicach od 60,8 dB do 73 dB.
Wzdłuż ulicy biegnie wodociągowa magistrala "północna" Dn 800/600 Maczki – Katowice o średnicy 600 mm oraz magistrala ciepłownicza PEC – 2 x Dn 700 i gazociąg średnioprężny Ø 225 mm.

## Obiekty i instytucje

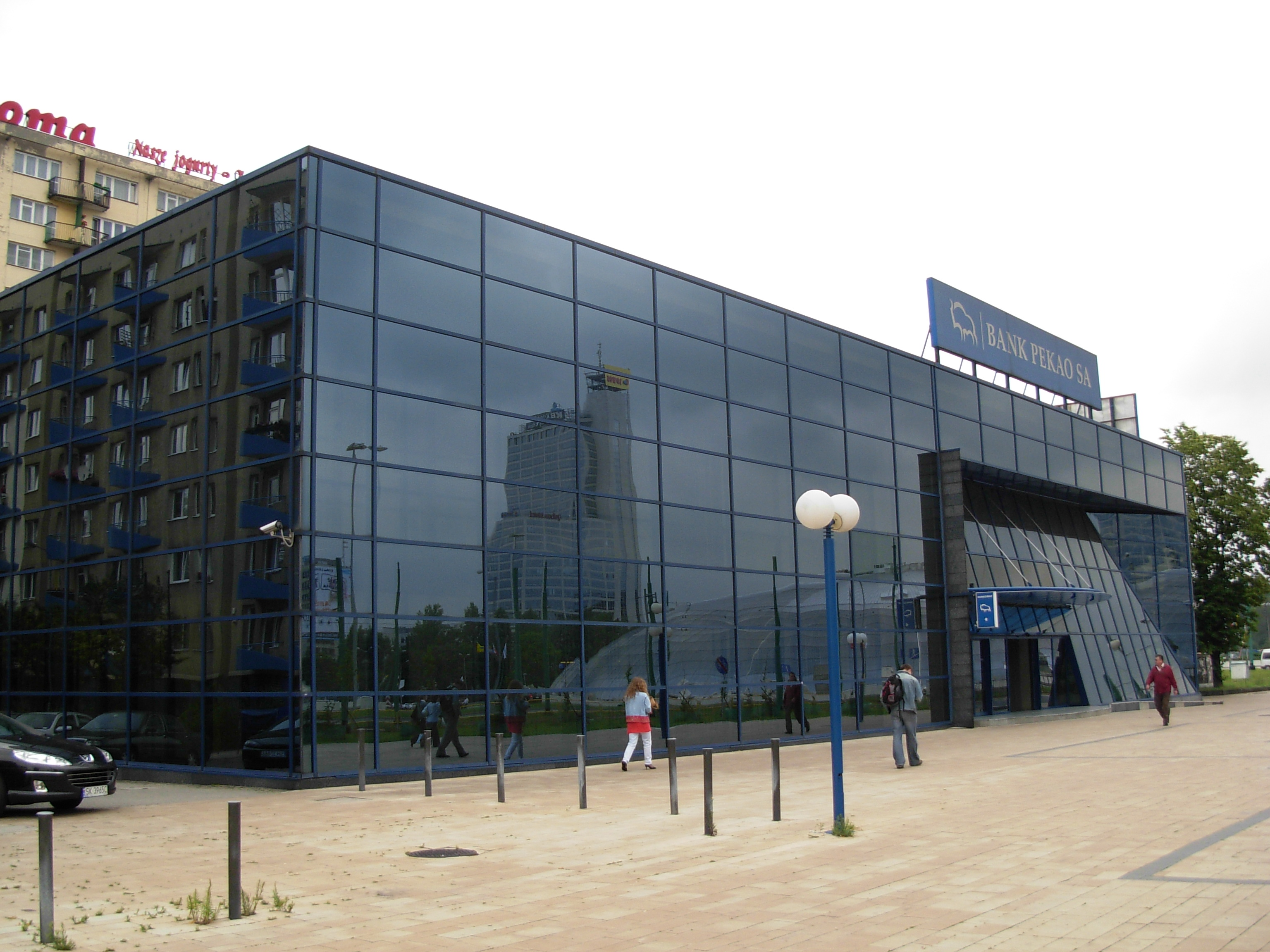
Bank Pekao SA (ul. Chorzowska 1)

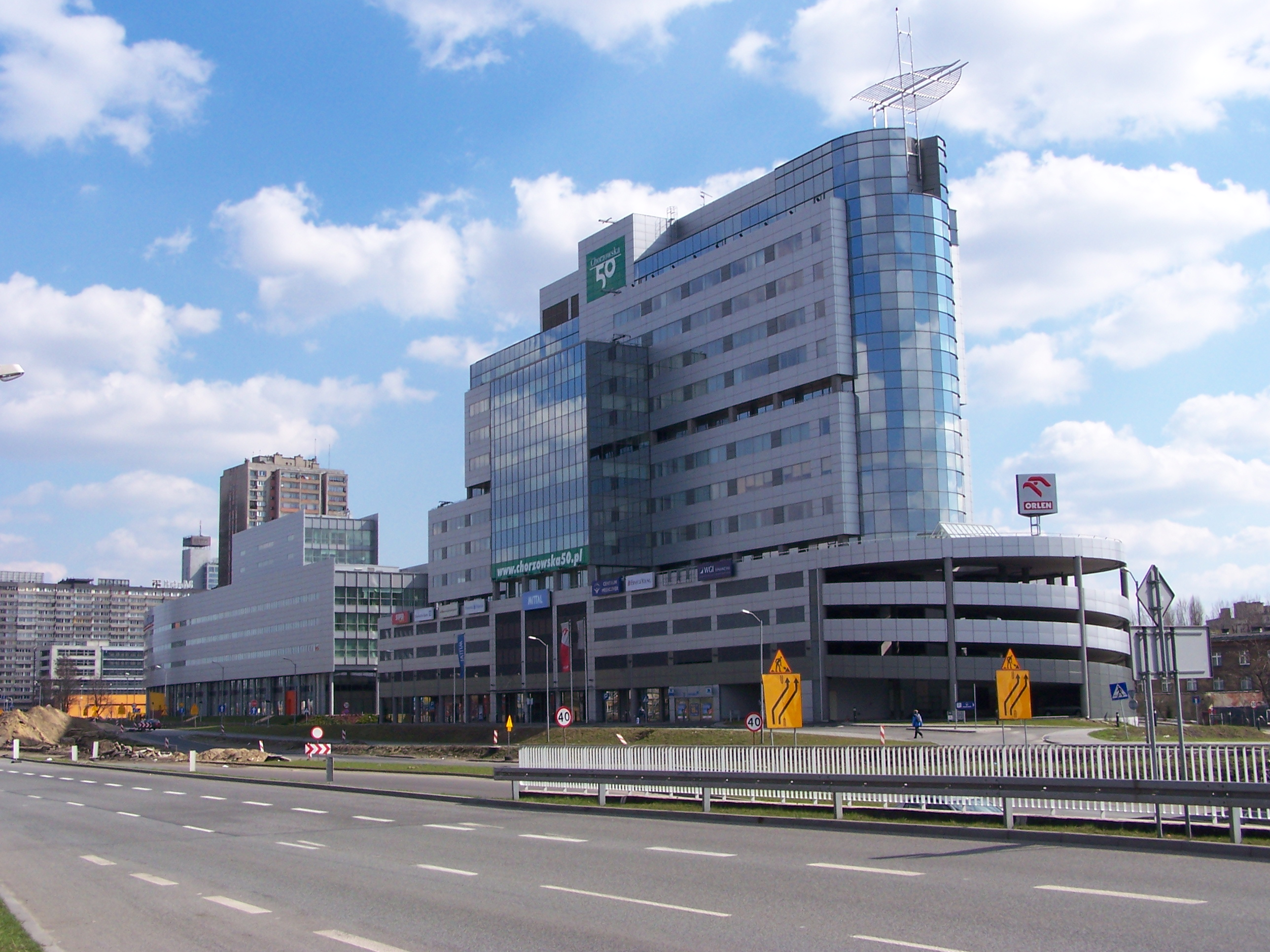
Kompleks Chorzowska 50

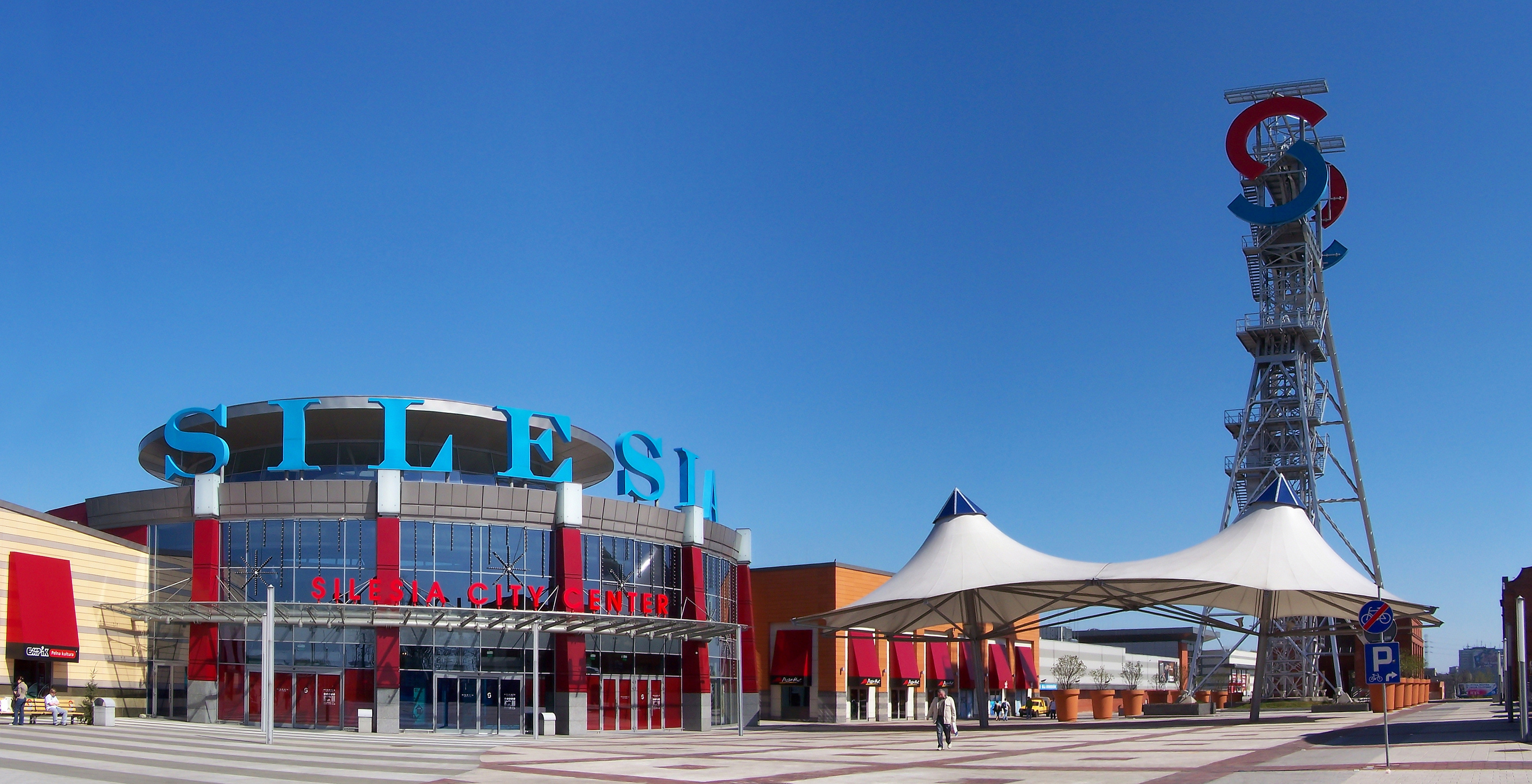
Silesia City Center (ul. Chorzowska 107)

Przy ulicy Chorzowskiej znajdują się następujące obiekty:
- Gmach banku Pekao (ul. Chorzowska 1) – wzniesiony w 1995 według projektu Gabriela Korbutta i Krzysztofa A. Kałużnego z 1992. Obiekt posiada powierzchnię użytkową 3600 m² i kubaturę 20 100 m³. Za projekt budynku architekci w 1995 otrzymali I Nagrodę Wojewody Katowickiego oraz nagrodę SARP "Architektura Roku 1995"[37].
- Chorzowska 50 – biurowiec klasy "A", położony przy ul. Chorzowskiej 50, wzniesiony w latach 1999–2001; posiada 13 kondygnacji i 68 m wysokości całkowitej oraz 40 300 m² powierzchni całkowitej. Intensywność zabudowy kompleksu biurowego wynosi 4.15. Obiekt jest traktowany przez miejskie władze jako jedna z "wizytówek miasta". Powierzchnia kompleksu wynosi około 2,22 ha i została włączona do Katowickiej Specjalnej Strefy Ekonomicznej rozporządzeniem Rady Ministrów z dnia 2 listopada 2006 w sprawie Katowickiej Specjalnej Strefy Ekonomicznej, Dz. U. z dnia 8 listopada 2006[33][38].
- Zabudowania huty „Baildon” – rejon huty, pomiędzy ul. Chorzowską, ul. Friedricha W. Grundmanna, ul. Żelazną, ul. Gliwicką i ul. Feliksa Bocheńskiego, jest obszarem o nieukształtowanej funkcji i strukturze gospodarowania, na którym pierwotna funkcja wygasła i znajduje się w fazie transformacji[33]. W 2011 zmodernizowano kompleks dawnych obiektów biurowych huty (tzw. trzy "kostki"), zlokalizowanych bezpośrednio przy ul. Chorzowskiej. Przekształcono je w biurowce klasy "A"[39].
- Silesia City Center (ul. Chorzowska 107) – kompleks handlowo-usługowy, znajdujący się na terenach dawnej kopalni "Gottwald", oddany do użytku 18 listopada 2005, mieszczący na powierzchni 65 000 m²między innymi takie firmy jak: hipermarket Tesco, Cinema City Silesia, EMPiK, Saturn, "Fun-City". Inwestorem jest węgierska firma TriGranit Development Corporation, która wybudowała także osiedle Dębowe Tarasy[40].
- Kaplica św. Barbary na terenie Silesia City Center (ul. Chorzowska 111) – poświęcona i oddana do użytku w 2005. W budynku niegdyś stała maszyna wyciągowa kopalni "Kleofas". Kaplica jest filią parafii św. Jana i Pawła w Dębie[41].
- Obiekty dawnej KWK Kleofas na terenie Silesia City Center (ul. Chorzowska 109): budynek dawnej dyrekcji, wieża wyciągowa szybu "Jerzy"; objęte ochroną konserwatorską[42].
- Katowice Business Point (róg ul. Chorzowskiej i ul. ks. Piotra Ściegiennego) – budynek biurowo-konferencyjny z dodatkową funkcją handlowo-usługową; wzniesiony w latach 2008–2010. Posiada 11 kondygnacji nadziemnych i 3 podziemne, powierzchnię użytkową 17 200 m² i 200 miejsc parkingowych[43]. Obiekt wspólnie zaprojektowały biura architektoniczne Jaspers Eyers & Partners (z Belgii) oraz Konior & Partners (z Polski)[44].
- Craft (ul. Chorzowska 105) – biurowiec powstały w latach 2020–2023, o łącznej wysokości 55 m; składa się z trzech prostopadłych brył obłożonych elementami w odcieniu miedzi; inwestorem budynku była spółka Ghelamco Poland[45].
- Budynek administracyjny dawnej huty Baildon (ul. Chorzowska 112), wzniesiony na początku XX wieku w stylu historyzmu oraz wieża wodna (obok numeru 112), wybudowana na początku XX wieku[42].
- Zespół kościoła św. Jana i Pawła Męczenników (ul. Chorzowska 160); został wpisany do rejestru zabytków dnia 20 kwietnia 2004 (nr rej.: A/115/04). Zespół obejmuje budynek kościoła, wzniesiony w 1873, przebudowywany w latach 1901–1902 (według projektu Ludwiga Schneidera) oraz grupę rzeźbiarską "Ukrzyżowanie" z początku XX wieku, plebanię (wybudowana w latach 1897–1899) i cmentarz kościelny (działka w obrębie ogrodzenia)[46][47].
- Zabytkowa kamienica w ogrodzie (ul. Chorzowska 186); wzniesiona w stylu funkcjonalizmu, objęta ochroną konserwatorską[48].
- Zabytkowa hala przepompowni wody ze zbiornikiem wodnym Górnośląskiego Przedsiębiorstwa Wodociągów (ul. Chorzowska 186a)[49]; wzniesiona w stylu historyzmu, objęta ochroną konserwatorską[48].
- Willa w ogrodzie (ul. Chorzowska 188), wybudowana na przełomie lat dwudziestych i trzydziestych XX wieku[42].
- Zabytkowe kamienice w ogrodach (ul. Chorzowska 200, 202); wzniesione w stylu historyzmu ceglanego pod koniec XIX wieku[42], objęte ochroną konserwatorską[48].
- Cztery Wieże – kompleks usługowo-mieszkalny.

Przy ulicy Chorzowskiej swoją siedzibę mają także: firmy i przedsiębiorstwa handlowo-usługowe, sklepy, Fundacja "Człowiek dla Człowieka", Fundacja Na Rzecz Rozwoju Rachunkowości "Kpda", składy medyczne, filie Urzędu Pocztowego nr 1, wspólnoty mieszkaniowe.

## Komunikacja

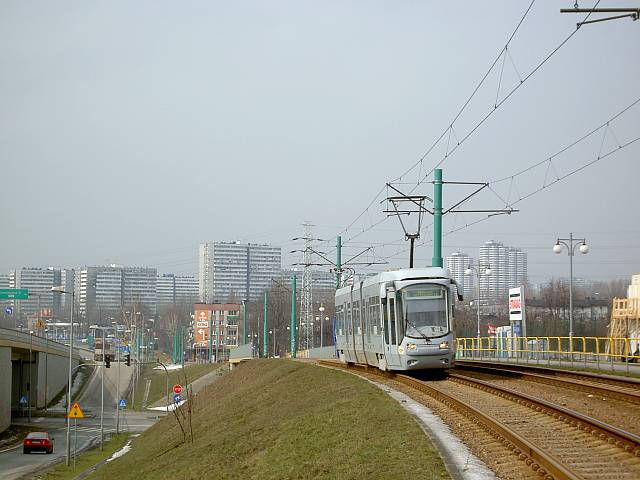
Tramwaj "Karlik" (Konstal 116Nd) w rejonie przystanku przy Silesia City Center

Ulicą Chorzowską w 2012 roku kursowały linie autobusowe KZK GOP o numerach:
- w kierunku miast Sosnowiec, Dąbrowa Górnicza[54]: 40, 154, 800, 801, 805, 807, 808, 811, 813, 814, 815, 817, 818, 825, 831, 835, 906N;
- w kierunku miast Gliwice, Zabrze, Bytom, Chorzów, Tarnowskie Góry: 6, 7, 7N, 23, 48, 820, 830, 830N, 840, 870;
- w kierunku miasta Siemianowice Śląskie: 110, 662;
- w kierunku dzielnic Katowic: 30, 30N, 51, 109, 138, 193, 673, 674, S–10.

Ulicą kursowały także linie autobusowe PKM Jaworzno, w kierunku Jaworzna: A, E, J. Wzdłuż całej długości ulicy ciągnie się torowisko tramwajowe. W 2012 roku kursowały nim tramwaje o numerach: 0,1,6,11,19,23.